# بازگشت به من
بازگشت به من (به انگلیسی: Return to Me)فیلمی محصول سال ۲۰۰۰ و به کارگردانی بانی هانت است. در این فیلم بازیگرانی همچون دیوید دوکاونی، مینی درایور، کرول اکونر، رابرت لوجا، دیوید آلن گرایر، بانی هانت، جولی ریچاردسون، جیم بلوشی، ادی جونز ایفای نقش کرده‌اند.
در سال ۲۰۰۴ فیلم هندی با نام آنچه دل بخواهد بر اساس این فیلم ساخته شد.